# Partizansko-komunistični zločin v Slovenski Bistrici po drugi svetovni vojni
Partizanski zločin v Slovenski Bistrici označuje partizanski zločin, ki so ga v Slovenski Bistrici po drugi svetovni vojni storili jugoslovanski partizani. Po koncu druge svetovne so partizani decembra 1945 in januarja 1946 v protizračno zaklonišče tamkajšnje tovarne Impol zaprli več kot 7 tisoč slovenskih in hrvaških civilistov, nato pa so vhod zaklonišča minirali, da so se žrtve v grozljivih razmerah zadušile in umrle.Med žrtvami, ki so bile zaprte, je bilo tudi veliko žensk in otrok.
Leta 1948 je jugoslovanska oblast odkopala posmrtne ostanke trupel umrlih, ki še niso začele razpadati in jih zažgala v peči tovarne. To delo so opravili na smrt obsojeni zaporniki, ki so bili po opravljanjem delu pobiti. Ko so ujetniki morali prebiti vhod zaklonišča, da so odnesli trupla umrlih, jih je pričakal hud smrad in so številni zaradi tega omedeli, zaradi česar so jih komunisti z ostalimi trupli vrgli v peči. Po navodilih jugoslovanskih komunistov so zaporniki trupla umrlih nato naložili na vagone in jih potiskali do velike peči, kjer so jih morali zažgati, od trupel pa je nato ostal samo pepel. Po številnih virih so komunisti v zaklonišče pripeljali tudi ducat drugih civilistov, kjer so jih ubili z eksplozijo, ki je zasula zaklonišče. 
Zaradi velikega zločina, ki velja za enega najhujših partizanskih zločinov po drugi svetovni vojni, je partizansko-komunistični zločin v Slovenski Bistrici znan tudi kot slovenski Auschwitz.